# 협대역
협대역(狹帶域, narrowband)은 좁은 대역폭을 의미한다. 데이터 통신의 주파수 중 좁은 대역에서 음성정보를 전달하는 통신채널이다, SETI가 대역을 통해 외계 지적 생명체의 전파를 탐색하기도 한다. 반의어로 광대역(broadband)이 있다.

## 같이 보기
- 광대역
- 전자파장애
- 초광대역